# Messerschmitt
Messerschmitt AG, posteriormente llamada Messerschmitt-Bölkow-Blohm, fue una famosa empresa aeronáutica, conocida sobre todo por sus aviones de caza producidos durante la Segunda Guerra Mundial, en especial Bf 109 y Me 262. La empresa sobrevivió a la guerra y, en 1968, tras fusionarse con Bölkow y adquirir Hamburger Flugzeugbau (HFB), la división aeronáutica de Blohm & Voss, pasó a denominarse Messerschmitt-Bölkow-Blohm (MBB). Finalmente, al crearse el grupo DASA en 1989 se integra como una división del mismo.

## Historia

### Antecedentes

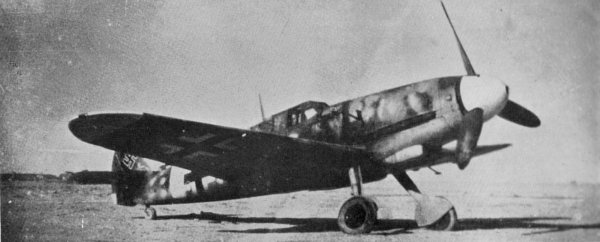
Bf 109G.

En febrero de 1916 la empresa de ingeniería alemana MAN AG y varios bancos compraron la constructora de aviones Otto Flugmaschinenfabrik, fundando una nueva empresa, la Bayerische Flugzeugwerke AG (abreviado BFW). Los estatutos se redactaron el 19 y 20 de febrero y se completaron el 2 de marzo de 1916. Los detalles de la empresa se registraron en el Registro Mercantil con un capital social de 1.000.000 de Reichmark el 7 de marzo de 1916. El 36 % del capital era proporcionado por el Bank für Handel und Industrie, Berlín, el 30% por MAN AG y el 34% por Hermann Bachstein, Berlín. El primer presidente del Consejo de Administración fue Peter Eberwein, que había trabajado anteriormente en Albatros Flugzeugwerke.
La urgente necesidad de fabricar aviones de combate impedía los trabajos de desarrollo de nuevos tipos, por lo que BFW comenzó a fabricar bajo licencia aviones diseñados por la Albatros Flugzeugwerke. Al cabo de un mes de su creación, la empresa se encontraba en condiciones de presentar sus propios diseños a los ministerios de Prusia y Baviera. Sin embargo, pronto aparecieron problemas de falta de calidad: Las tripulaciones de los aviones se quejaron con frecuencia de los graves defectos que aparecieron en las primeras máquinas de BFW, de forma similar a lo ocurrido con el avión de la compañía predecesora dirigida por Gustav Otto. Los cambios en la organización y un control de calidad más severo en la línea de montaje hizo que se solucionaran estos problemas a finales de 1916; BFW entonces comenzó a construir más de 200 aviones al mes, aumentando su plantilla hasta 3.000 trabajadores y convirtiéndose en uno de los mayores fabricantes de aviones en Baviera. 
El fin de la guerra supuso un duro golpe para BFW al desaparecer la demanda de aviones militares. Los gestores de la empresa se vieron obligados a buscar nuevos productos con los que mantenerse en el mercado; dado que en aquella época la estructura de los aviones eran en gran parte construida en madera y la empresa estaba equipada con una planta de carpintería de última generación y en esos momentos se contaba con existencias para construir unos 200 aviones, valoradas en unos 4,7 millones de reichsmarks. Por lo tanto parecía una buena idea usar la maquinaria y los materiales para la producción de muebles y cocinas equipadas. En 1921 la empresa vuelve al mundo de la mecánica fabricando motos de su propio diseño bajo los nombres de Flink y Helios.
En el otoño de 1921 el financiero austriaco Camillo Castiglioni anunció por primera vez su interés en la compra de la firma BFW; si bien la mayoría de los accionistas aceptaron su oferta, MAN AG deseaba mantener su participación en BFW. Castiglioni, por su parte, quería adquirir todas las acciones. La propuesta del financiero recibió el apoyo de Franz Josef Popp, Director Gerente de Bayerische Motoren Werke (BMW), que en una carta dirigida al presidente de MAN AG, describe BFW como una "fábrica muerta, que cuenta con una planta carente de valor, consistente sobre todo en cobertizos de madera en mal estado, y situada en una ciudad muy desfavorable para las actividades industriales y con una situación que da pocas razones para el entusiasmo ". Al parecer, Popp se encontraba en estrecho contacto con Castiglioni y en privado alentaba los planes de este último para fusionar BMW y BFW. En la primavera de 1922 Castiglioni y Popp persuaden a la firma MAN para que renuncie a sus acciones en BFW; ahora la empresa pertenece exclusivamente a Castiglioni. En mayo de ese mismo año, cuando el inversor, nacido italiano, es capaz de adquirir la fábrica de motores BMW a Knorr-Bremse AG se abre el camino a la fusión entre la empresa aeronáutica BFW y el fabricante de motores BMW.

## Reforma

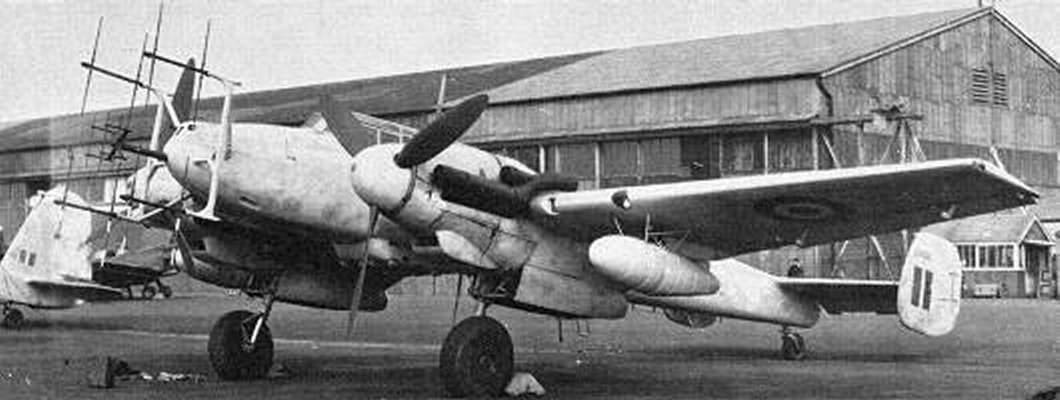
Un Bf 110 G-4 apostado en la pista

Bayerische Flugzeugwerke (BFW) se refunda en 1926 en la localidad bávara de Augsburgo, cuando Udet-Flugzeugbau GmbH se transformó en sociedad anónima. En un primer momento BMW AG cuenta con participación en la empresa y está representada en el Consejo de Administración en la figura de Josef Popp.
Willy Messerschmitt se unió a la compañía en 1927 como diseñador jefe e ingeniero y formó un equipo de diseño.
Uno de los primeros diseños, el B.F.W. M-20 , fue casi una catástrofe para el diseñador y la compañía. El primer prototipo se estrelló, muriendo el jefe de los pilotos de pruebas  Hans Hackmack, un amigo cercano de Erhard Milch, que era el director general de Deutsche Luft Hansa y Secretario de Estado del recién creado Ministerio del Aire del Reich, Milch estaba molesto por la falta de respuesta de Messerschmitt y esto condujo a un odio de por vida hacia él. Milch finalmente canceló todos los contratos con Messerschmitt y obligó a BFW a la bancarrota en 1931. Sin embargo, los programas de rearme alemán y la amistad de Messerschmitt con Hugo Junkers impidió un estancamiento de las carreras de él y BFW, que se inició de nuevo en 1933. Milch siguió impidiendo a Messerschmitt la adquisición de la BFW hasta 1938, de ahí la designación "Bf" de los primeros diseños de Messerschmitt.
Messerschmitt desarrolló un concepto denominado "construcción ligera" en el que la carga de las diversas partes se distribuye sobre una única zona reforzada, con el consiguiente ahorro de peso y mejora del rendimiento. La primera prueba real de este concepto fue el Messerschmitt Bf-108 Taifun, que pronto establecería numerosos récords en su categoría.
Como consecuencia de estos buenos resultados la empresa fue invitada por el Ministerio del Aire (RLM) alemán a presentar un diseño para el concurso que en 1935 decidiría el modelo de caza interceptor con el que sería equipada la Luftwaffe; el ganador de dicho concurso fue el Messerschmitt Bf-109 frente a proyectos presentados por Heinkel, Junkers y Arado.
Esta elección convirtió a Willy Messerschmitt en favorito del partido nazi, tanto por su diseño como por su capacidad política; la ubicación de la fábrica en el sur de Alemania, lejos del conglomerado de empresas aeronáuticas existentes en la costa también contribuyó a esta posición de favor. Finalmente, B.F.W. se reconstituyó como 'Messerschmitt AG' el 11 de julio de 1938, con Willy Messerschmitt como presidente y director general. El cambio de nombre de B.F.W. dio lugar a la sustitución en el sistema de designación de aeronaves de la denominación de Bf para todos los nuevos diseños después de esta fecha por la nueva Me. Los tipos ya existentes, como el Bf 109 y el Bf 110, conservan su anterior designación en los documentos oficiales, aunque a veces la nueva denominación fue utilizada con mayor frecuencia por los subcontratistas. En la práctica, todos los modelos BFW / Messerschmitt del 108 a 163, que no debe confundirse con el interceptor cohete Messerschmitt Me-163, llevaron la denominación Bf, usando el resto la nueva nomenclatura Me.

## Segunda Guerra Mundial
Durante la guerra, Messerschmitt se convirtió en uno de los principales constructores aeronáuticos: sus Bf 109 y Bf 110 Zerstörer eran la columna vertebral de las unidades de combate en la primera mitad de la contienda, mientras que el Bf 108 Taifun está muy presente en las unidades de enlace y entrenamiento.
A lo largo del conflicto se desarrollaron numerosos proyectos, con mayor o menor fortuna: el enorme planeador de transporte Me 321 Gigant, que para ser remolcado requería de la participación de tres Bf 110 o un Heinkel He 111 Z Zwilling, una versión especial de este bombardero con doble fuselaje y cinco motores; el transporte pesado Me 323, derivado del anterior al dotarle de seis motores que hacían innecesario los sistemas de remolque; los herederos del Bf 110: Me 210, Me 310 y Me 410. Salvo este último, ninguno de los proyectos anteriores llegó a ser modelo de serie.

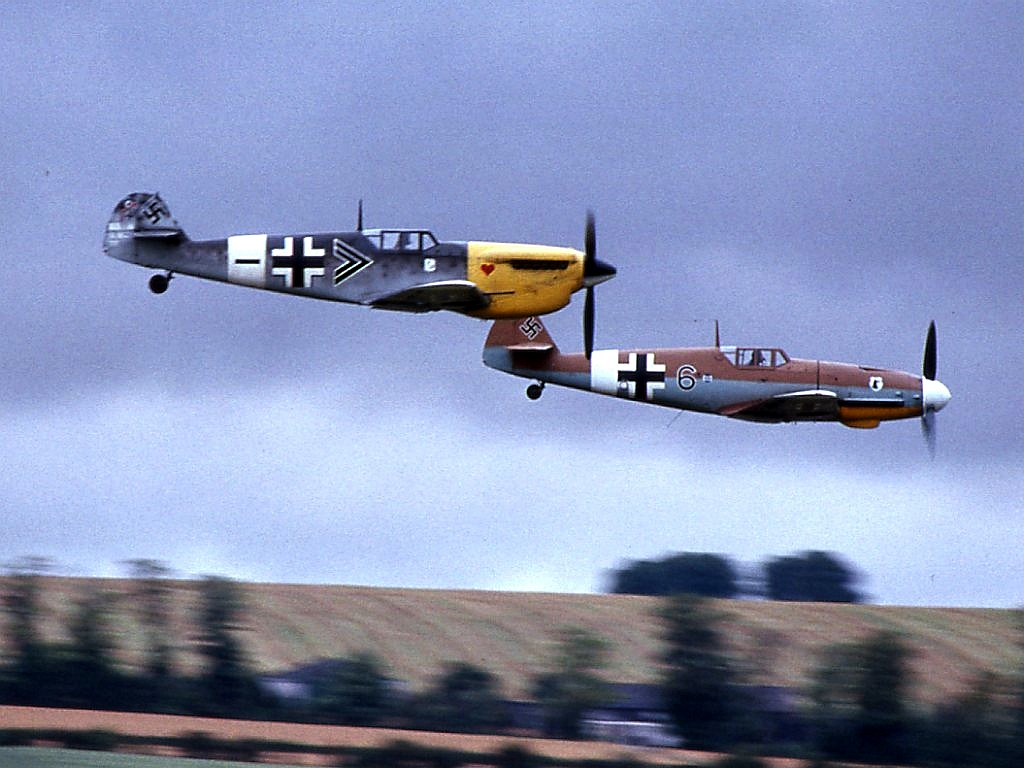
Un Me 109 G-2 (al fondo) y un Hispano Aviación 1112-M1L "Buchón".

En la segunda mitad de la guerra, Messerschmitt se dedica casi exclusivamente al desarrollo de los nuevos diseños basados en el novedoso motor a reacción, que llevan al nacimiento del primer caza a reacción operativo, el Me 262 A Schwalbe ("Golondrina"), del que también se desarrolló la versión de cazabombardero Sturmvogel ("Petrel"). A partir de los trabajos sobre alas volantes de Lippisch para la DFS, plasmados en el DFS 194, es diseñado el Me 163 Komet, el primer caza operativo propulsado por un motor cohete, desarrollado por el profesor Hellmuth Walter.
A finales de la guerra, Messerschmitt también trabajó en el diseño de un bombardero pesado, el Me 264 que llegó a volar en forma de prototipo y cuyo objetivo era atacar a los Estados Unidos; sin embargo, como muchos otros proyectos, era tarde para entrar en combate.

## Posguerra
Tras la Segunda Guerra Mundial se prohibió a la empresa la producción de aviones; a raíz de esto nació la alternativa de la motocicleta de tres ruedas, coche burbuja o Kabinenroller, que se plasmó en los modelos KR 175 y KR 200. Según una leyenda urbana fueron construidos con piezas de un antiguo avión, lo que no es cierto pero al haber sido diseñado por el ingeniero aeronáutico Fritz Fend no extraña su similitud con una aeronave. Este coche ha tenido numerosas apariciones en cine (Brasil de Terry Gilliam) y televisión, como la serie sueca Kenny Starfighter o La familia Adams en la que el primo Eso conducía uno blanco. Así mismo, Elvis Presley adquirió un KR200 Archivado el 11 de abril de 2007 en Wayback Machine. rojo.

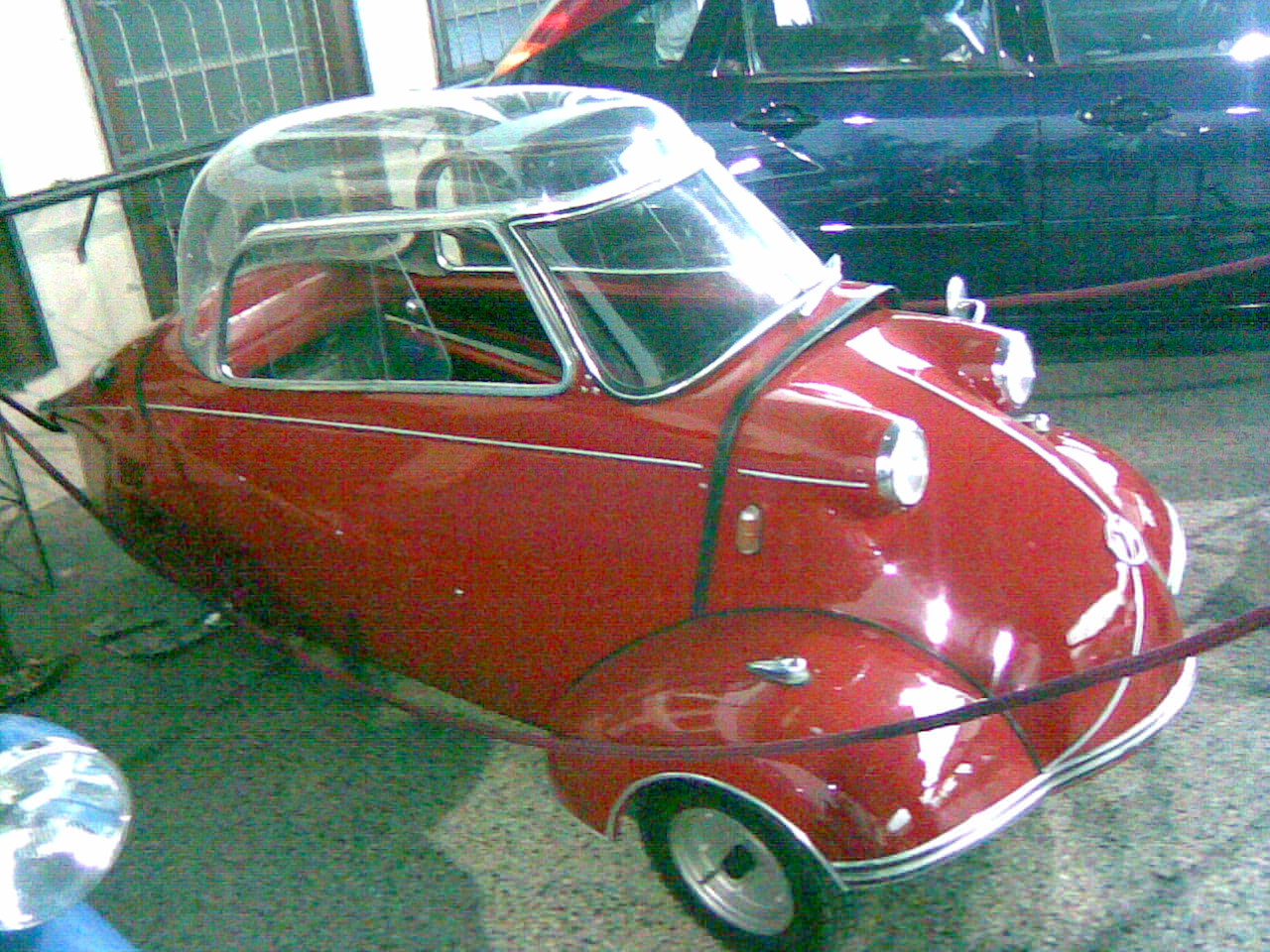
Un coche KR 175.

Los coches fueron fabricados por la empresa del ingeniero Fend empleando los talleres de Messerschmitt en Ratisbona y Willy Messerschmitt tuvo muy poco que ver en el desarrollo de los mismos, más allá de la sentencia que obligaba a que llevaran su nombre.
La influencia del diseño aeronáutico se dejaba ver en la baja resistencia aerodinámica que se lograba con los asientos en tándem en una carrocería de acero; todo ello se tradujo en rendimiento sorprendentemente alto para su motor monocilíndrico Sachs de dos tiempos y 175 cc. Aunque muchos puedan decir que la cima de los diseños Kabinenroller fue el Messerschmitt TG 500 Tigre de cuatro ruedas y dotado con un motor bicilíndrico de 490 cc y con ciertas aspiraciones deportivas, lo cierto es que el mejor desarrollo y el de más éxito fue el modelo KR 200 que dejó de fabricarse en 1964. Este modelo triciclo montaba en la parte trasera un motor monocilíndrico Sachs de dos tiempos de 191 cc, refrigerado por aire. En conjunto el control del coche era bueno con su manillar y una velocidad máxima de unos 80 km/h; el sistema de frenos era su punto débil, llegando a comercializarse en Gran Bretaña un kit para transformar el sistema de frenado en hidráulico.
Menos conocido es el hecho de que la firma Messerschmitt también produjo casas prefabricadas, que fueron diseñadas como kits de auto construcción, principalmente sobre la base de un marco de aleación.

## Retorno a la aviación
El 6 de junio de 1968, Messerschmitt AG se fusiona con la pequeña empresa de ingeniería y aviación civil Bölkow, convirtiéndose en Messerschmitt-Bölkow. El siguiente mes de mayo, se adquiere Hamburger Flugzeugbau, división de aviación de los astilleros hamburgueses Blohm & Voss; se cambia su nombre por el de Messerschmitt-Bölkow-Blohm (MBB). En 1989 MBB es absorbida por Deutsche Aerospace AG (DASA), que pasa a denominarse Daimler-Benz Aerospace en 1995, hasta su integración en el consorcio europeo EADS.